# Дармабала (жена Аюки)
Дармабала́, Дарма-Бала (ум. 6 декабря 1759) — калмыцкая ханша, четвёртая жена первого калмыцкого хана Аюки.

## Биография
Дармабала была двоюродной сестрой джунгарского хунтайджи Цэван-Рабдана (1697—1727).
Первоначально, в 1690-х годах её сосватали за пятого сына Аюки — Гунделека, но калмыцкий хан сам женился на ней. К тому времени две старшие жены Аюки умерли, а третья, кабардинская княжна Абайхан (Абухан, Обехана), была отправлена в Астрахань, где «до смерти своей жила в астраханских юртах, получая от Аюки своё содержание». От Дармабалы хан имел трёх сыновей — Церен-Дондука, Галдан-Данджина и Баранга (Баран-Церена), умершего в младенчестве.
Шотландец Джон Белл, видевший жену калмыцкого хана Аюки в 1722 году, отмечал «благоприятный и кроткий вид» ханши Дармабалы.
19 февраля 1724 года хан Аюка скончался и вскоре началась междоусобная борьба за престол между его сыновьями и внуками. Ханша Дармабала приняла активное участие в этой борьбе. На трон претендовали Дасанг (старший сын Чакдор-Джаба), Церен-Дондук (старший сын Аюки от Дармабалы) и Дондук-Омбо (сын Гунджаба и внук Аюки).
Ещё в конце своего правления Аюка по просьбе своей жены Дармабалы назначил своим наследником старшего сына Церен-Дондука. Ходили слухи, что секретарь Намки-гецул «в великой милости у ханской жены и зело близок, на которого есть поречение, что он и галан (любовник) её»; что она уже «блудитца» с Дондук-Омбо и «многие уже вещи ханские роздала ему» и, что к «сыну своему (Церен-Дондуку) она неласкова».
Ханша Дармабала выступала против вмешательства царского правительства во внутренние дела Калмыцкого ханства, также против назначения своего сына Церен-Дондука наместником ханства. В сентябре 1724 года астраханский губернатор А. П. Волынский посетил калмыцкие улусы, где встречался с местной знатью, в том числе и с Дармабалой. Волынский объявил ей, что повелением Петра I сын её должен быть объявлен наместником ханства впредь до указа и потребовал, чтобы Церен-Дондук «дал реверс» за своей подписью, а калмыцкие тайши принесли бы ему присягу. Выслушав речь Волынского, ханша рассмеялась царскому чиновнику в лицо и ехидно бросила: «Ничего-де не видя уже велят и подписыватца». Дармабала потребовала императорскую грамоту, заявив, что «бес того-де она детей своих к присяге приводить не будет».
На другой день к ханше прибыл саратовский комендант В. П. Беклемишев с грамотой, составленной Волынским. Потом он рассказывал губернатору, что ханша, приняв грамоту, сказала: «Знатно де бережно везена, пакет нов и печать на нем как новая». Внимательная Дармабала сразу заметила, что послание оформлялось явно недавно и «приехала» не из самого Санкт-Петербурга. 20 сентября 1724 года губернатор Волынский объявил Церен-Дондука наместником Калмыцкого ханства и был приведён к присяге в присутствии Шакур-ламы, Дармабалы, нойонов и знатных зайсангов.
В сражении при Сасыколях Дондук-Омбо разгромил войско Церен-Дондука. Ханские улусы были отобраны и поделены между сторонниками Дондук-Омбо. Сам Церен-Дондук вместе с матерью и жёнами бежал в Саратов, а оттуда — в Царицын. В 1729 году умер её младший сын Галдан-Церен.
В 1735 году царское правительство объявило новым наместником Калмыцкого ханства Дондук-Омбо. Церен-Дондук был задержан русскими властями в Царицыне и вывезен в Москву, а оттуда в Санкт-Петербург.
В 1741 году после смерти Дондук-Омбо вдовствующая ханша Дармабала стремилась посадить на освободившийся ханский престол своего второго сына Галдан-Данджина, но последний в том же году погиб в бою со своими соперниками.
В 1745 году Дармабала начала вести переписку с джунгарским хунтайджи Галдан-Цэрэном, прося у него разрешения вернуться на свою родину. Но её планам не суждено было сбыться. В том же году ханша была определена на жительство в Саратов «под честным караулом» и ей было запрещено вести переписку.
В 1746 году калмыцкий хан Дондук-Даши сообщал императрице Елизавете Петровне, что старая ханша просит, чтобы «хотя не для ея, но для бурханов и закона и памятуя отца и деда моего и для их спасения выпросил ея к себе и кости ея погреб». Царское правительство вняло просьбам Дармабалы и распорядилось отпустить её в улусы, ей было назначено ежемесячное жалование в размере 100 рублей. В августе 1747 года Дармабала отправилась из Астрахани на «покойной» коляске доживать свой век в калмыцких кочевьях.
Умерла «знатная персона и мать народа», как её называли простые калмыки, 6 декабря 1759 года.